# Rosalba inscripta
Rosalba inscripta là một loài bọ cánh cứng trong họ Cerambycidae.